# Tenchu: Time of the Assassins
 (mars 2020).
Si vous disposez d'ouvrages ou d'articles de référence ou si vous connaissez des sites web de qualité traitant du thème abordé ici, merci de compléter l'article en donnant les références utiles à sa vérifiabilité et en les liant à la section « Notes et références ».
Tenchu: Time of the Assassins est un jeu vidéo d'infiltration sorti en 2005 sur PlayStation Portable. Le jeu a été développé par FromSoftware puis édité par Sega.

## Histoire
Onikage complote contre Godha. Le rôle du joueur, à travers plusieurs missions, est de l'en empêcher.

## Système de jeu
Si les commandes répondent bien et que les possibilités d'action se révèlent nombreuses, le titre souffre énormément de sa construction chaotique. On passera en effet plus de temps à essayer de nous situer dans l'environnement et à essayer de distinguer des ennemis qu'à réellement jouer. Si la patience est le maître mot de la série, elle n'a jamais rimé avec austérité, voire ennui.

### Personnages
Les principaux personnages sont Ayame, Rikimaru, Rin et Tesshu.
Un autre personnage peut être débloqué, Onikage.

## Développement
Développé par FromSoftware au Japon.